# Раун, Сандер
Сандер Скоубо Сехестед Раун (дат. 	Sander Skoubo Sehested Ravn; 8 июля 2007, Вайле) — датский футболист, полузащитник клуба «Вайле».

## Клубная карьера
Раун начал играть в футбол в клубе «Бредбалле», а в возрасте 10 лет перешел в академию «Вайле». В мае 2022 года, в возрасте 15 лет, он подписал свой первый контракт с клубом. В ноябре 2023 года впервые был включен в заявку основной команды на матч Кубка Дании против «АБ Гладсаксе», однако на поле не вышел. В январе 2025 года Раун был приглашен на тренировочный сбор основной команды в Турции. 22 января 2025 года он продлил контракт с клубом до конца 2027 года. 2 марта 2025 года Раун дебютировал в Суперлиге Дании, выйдя на замену в матче против «Виборга».

## Карьера в сборной
В ноябре 2024 года Раун дебютировал за сборную Дании до 18 лет в товарищеском матче против Финляндии, начав игру в стартовом составе. Несмотря на травму, полученную на разминке, он отыграл около часа. В общей сложности он провел 3 матча за сборную U18.